# حوزه انتخابیه بم، ریگان، فهرج، نرماشیر و گنبکی
حوزهٔ انتخاباتی بم، ریگان، فهرج، نرماشیر و گنبکی یکی از حوزه از حوزه‌های استان کرمان برای انتخابات مجلس شورای اسلامی است. این حوزه به مرکزیت بم، ۱ نماینده دارد.

## نمایندهدوره دهم
حبیب‌الله نیکزاده پناه

## پی‌نوشت و منبع
- «جدول حوزه‌های انتخابیه در انتخابات دهمین دورهٔ مجلس شورای اسلامی» (PDF). مرکز پژوهش و سنجش افکار صدا و سیما. بایگانی‌شده از اصلی (PDF) در ۵ اكتبر ۲۰۱۸. دریافت‌شده در ۲۶ ژوئیه ۲۰۱۶. تاریخ وارد شده در |archive-date= را بررسی کنید (کمک)